# Róbert Ragnar Spanó
Ne doit pas être confondu avec Robert Spano.
Róbert Ragnar Spanó, né le 27 août 1972 à Reykjavik, est un juriste et juge islandais et italien. Il est juge (2013-2022) et président (2020-2022) de la Cour européenne des droits de l'homme. 

## Biographie

### Carrière
Róbert Spanó obtient son diplôme de fin d'études juridiques (Candidatus Juris) à l'université d'Islande en 1997. Il est également titulaire d’un Magister Juris en droit européen et comparé de l'université d'Oxford, obtenu en 2000 avec mention.
Il est juge assistant dans un tribunal de district (1997-1998), conseiller juridique puis assistant spécial auprès du médiateur parlementaire d'Islande (1998-2004), et médiateur parlementaire d'Islande, de façon temporaire en 2009, puis à plein temps et à titre ad hoc jusqu'en 2013. 
En novembre 2006, il est nommé professeur à la faculté de droit de l'université d'Islande. Il est élu vice-doyen de la faculté en septembre 2007, puis doyen en 2010, fonction qu'il occupe jusqu'en 2013. 
En juin 2013, il est élu juge à la Cour européenne des droits de l’homme pour un mandat de neuf ans à compter du 1er novembre 2013. Il devient président de la Cour le 18 mai 2020, en remplacement du juge grec Linos-Alexandre Sicilianos. Il quitte la Cour au terme de son mandat le 31 octobre 2022.

### Travaux
Róbert Spanó est l'auteur de nombreuses publications sur le droit des droits de l’homme, le droit constitutionnel, l’interprétation de la loi et la procédure pénale. Depuis sa prise de fonctions à la Cour, écrit sur l’évolution du système de la Convention, le principe de subsidiarité et l'état de droit. C’est également un expert reconnu dans le domaine du rapport entre Internet et droits de l’homme. 

### Situation personnelle
Róbert Spanó est marié et père de quatre enfants. Il parle cinq langues, l'islandais, sa langue maternelle, ainsi que l'anglais, le danois, le français et l'italien. Avant de devenir juriste, il brillait par ses talents de joueur de bowling amateur : il a remporté de nombreux concours dans cette discipline, en Islande et à l'étranger, individuellement et en équipe. Il a aussi une passion pour le chant – il a remporté plusieurs prix pour ses performances musicales sur scène, et fait partie de la chorale masculine de Fóstbræður.